# Смертельні перегони (фільм, 2008)
«Смертельні перегони» — кінофільм режисера Роя Найріма, що вийшов на екрани в 2008 році.

## Зміст
Приватна телекомпанія вирішує запустити в ефір безпрецедентне екстремальне шоу «Смертельні перегони». У передачі все повинно бути максимально видовищним і шаленим, тому живі водії не годяться. Тут дуже вчасно знайшлася група вчених, які змогли створити справжніх зомбі. Саме вони і стають водіями автомобілів, яким належить зіткнутися у смертельній битві. Та все виходить з-під контролю, коли дія самої гонки переноситься на вулиці міста…

## Ролі
| Актор              | Роль |
| ------------------ | ---- |
| Violent J          | -    |
| Шаггі 2 Доуп       | -    |
| Скотт Леві         | -    |
| Джейсон Еллефсон   | -    |
| Роберт Пайк Деніел | -    |
| Стефен Блекхарт    | -    |
| Дін Крейлінг       | -    |
| Аня Бентон         | -    |
| Керолайн Еттвуд    | -    |
| Дженніфер Кіт      | -    |

## Знімальна група
- Режисер — Рой Найрім
- Сценарист — Ендрю Хельм, Рой Найрім, Патрик Тантало
- Продюсер — Девід Майкл Летт, Пол Бейлс, Рейчел Голденберг